# Bozkır

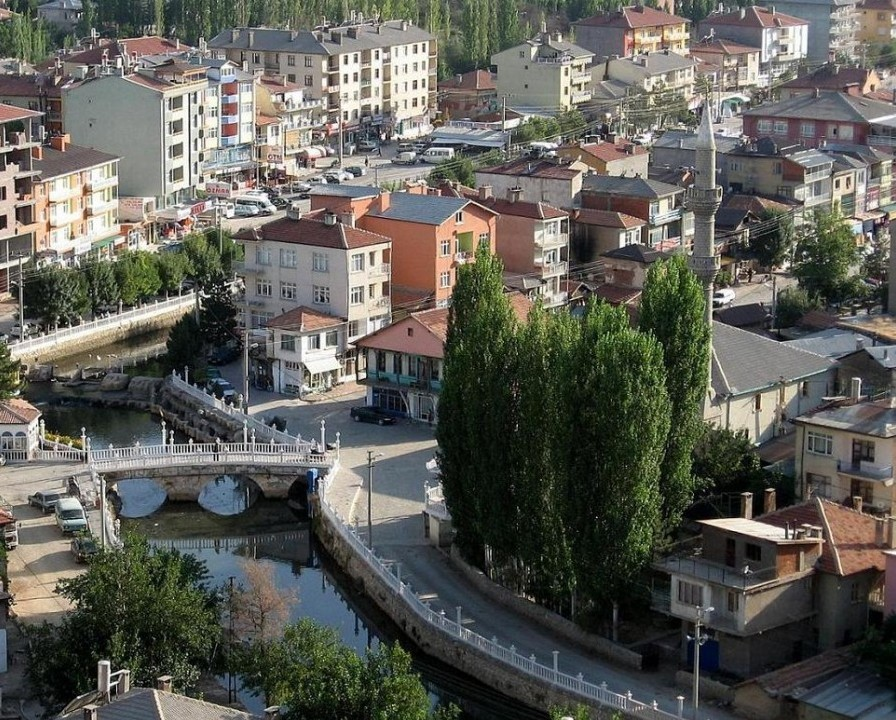
Bozkır

Bozkır ist eine Stadtgemeinde (Belediye) im gleichnamigen Ilçe (Landkreis) der Provinz Konya in der türkischen Region Zentralanatolien und gleichzeitig ein Stadtbezirk der 1986 gebildeten Büyükşehir belediyesi Konya (Großstadtgemeinde/Metropolprovinz). Seit der Gebietsreform ab 2013 ist die Gemeinde flächen- und einwohnermäßig identisch mit dem Landkreis. Die im Stadtlogo vorhandene Jahreszahl (1870) dürfte auf das Jahr der Ernennung zur Stadtgemeinde (Belediye) hinweisen.

## Geografie
Bozkır liegt im Süden der Provinz und grenzt im Nordwesten an Ahırlı, im Norden an Akören, im Nordosten an Çumra, im Osten an Güneysınır, im Süden an Hadim und im Südwesten an die Provinz Antalya. Durch den Kreis führt von Nordwesten nach Südosten die Fernstraße D 340 von Seydişehir nach Mut. In Bozkır zweigt die D 350 nach Osten ab, die zur D 715 von Konya nach Silifke führt. Im Süden liegen Ausläufer des Bergzugs Geyik Dağı mit dem 2249 Meter hohen Haydar Dağı und dem 2138 Meter hohen Demirli Dağı. Östlich des Hauptortes liegen die Berge Asardağı Tepesi mit 1803 Metern und Karaçalı Tepesi mit 1761 Metern. Im Südosten berührt der Fluss Göksu den Landkreis, der bei Silifke ins Mittelmeer mündet. Die Nordgrenze folgt etwa dem Beyşehir Kanalı, einer Verbindung der Seen Suğla Gölü im Westen und Apa Barajı im Osten, der durch die Schlucht Mavi Boğazı fließt.

## Verwaltung
Der Kreis (bzw. als Vorgänger der Kaza) existierte schon bei Gründung der Türkei 1923. Die erste Volkszählung (1927) wies 35.282 Einwohner (in 76 Ortschaften) auf 2.530 km² Fläche aus, das namensgebende Bozkir bewohnten 1.430 Einwohner.
(Bis) Ende 2012 bestand der Landkreis neben der Kreisstadt aus den zehn Stadtgemeinden (Belediye) Çağlayan, Dereiçi, Dereköy, Hamzalar, Harmanpınar, Hisarlık, Sarıoğlan, Söğüt, Sorkun und Üçpınar sowie 38 Dörfern (Köy) in drei Bucaks, die während der Verwaltungsreform 2013 in Mahalle (Stadtviertel/Ortsteile) überführt wurden. Die drei existierenden Mahalle der Kreisstadt blieben erhalten, während die 23 Mahalle der zehn anderen Belediye vereint und zu je einem Mahalle zusammengefasst wurden. Durch Herabstufung dieser Belediye und der Dörfer zu Mahalle stieg deren Zahl auf 41 an. Ihnen steht ein Muhtar als oberster Beamter vor.
Ende 2020 lebten durchschnittlich 497 Menschen in jedem Mahalle, 3.201 Einw. im bevölkerungsreichsten (Demirasaf Mah., knapp vor Yukarı Mah. mit 3.086 Einw.).

## Sehenswürdigkeiten
Bozkır liegt am Fluss Çarşamba Çayı, in der Nähe liegt die antike Stadt Isaura Vetus. Ihre Reste sind heute als Ruine Zengibar Kalesi beim Dorf Ulupınar zeugen. Der Ort ist ein Titularbistum der katholischen Kirche.

## Persönlichkeiten
- Hasan Durtuluk (* 1989), Fußballspieler
- Ferhat Kiraz (* 1989), Fußballspieler
- Oğuz Tansel (1915–1994), Märchensammler